# Takami Itō
Takami Itō (伊藤 たかみ, Itō Takami) est un écrivain japonais né le 5 avril 1971 à Kōbe.

## Biographie
Takami Itô a fait ses études secondaires à Ken Hirai et des études supérieures à l'université Waseda dont il est diplômé.
Il a remporté le prix Akutagawa en 2006  pour son roman "八月の路上に捨てる" (Hachigatsu no rojō ni suteru, qui signifie littéralement « Sur une route déserte en août », après avoir été récompensé par le prix du manga Shōgakukan en 2000.

## Prix littéraires
- Prix Bungei  (1995)
- Prix Shōgakukan (prix de manga) (2000)
- Prix littéraire Jōji Hirata
- Prix Akutagawa (2006) pour son roman "八月の路上に捨てる" Hachigatsu no rojō ni suteru

## Source de la traduction
- (en) Cet article est partiellement ou en totalité issu de l’article de Wikipédia en anglais intitulé « Takami Itō » (voir la liste des auteurs).
- Notices d'autorité :   - VIAF
  - ISNI
  - IdRef
  - LCCN
  - GND
  - Japon
  - CiNii
  - Corée du Sud
  - WorldCat